# Saint-Setiers
 Saint-Setiers  là một xã thuộc tỉnh Corrèze trong vùng Nouvelle-Aquitaine miền trung Pháp.
central Pháp.